# Temporada 2013 de la Red Bull MotoGP Rookies Cup
La temporada 2013 de la Red Bull MotoGP Rookies Cup continuó con la búsqueda de futuros campeones del mundo. La temporada comenzó en el Circuito de las Américas el 20 de abril y terminó el 29 de septiembre en la Ciudad del Motor de Aragón después de 14 carreras.

## Calendario
| Calendario 2013 | Calendario 2013  | Calendario 2013 | Calendario 2013 | Calendario 2013     | Calendario 2013 | Calendario 2013 |
| Ronda           | Fecha            | Circuito        | Pole position   | Vuelta rápida       | Piloto ganador  | Fuente          |
| --------------- | ---------------- | --------------- | --------------- | ------------------- | --------------- | --------------- |
| 1               | 20 de abril      | Austin          | Karel Hanika    | Bradley Ray         | Bradley Ray     | [ 2 ]           |
| 1               | 21 de abril      | Austin          | Karel Hanika    | Manuel Pagliani     | Karel Hanika    | [ 3 ]           |
| 2               | 4 de mayo        | Jerez           | Karel Hanika    | Karel Hanika        | Jorge Martín    | [ 4 ] [ 5 ]     |
| 2               | 5 de mayo        | Jerez           | Karel Hanika    | Stefano Manzi       | Enea Bastianini | [ 6 ]           |
| 3               | 28 de junio      | Assen           | Karel Hanika    | Stefano Manzi       | Karel Hanika    | [ 7 ]           |
| 3               | 29 de junio      | Assen           | Karel Hanika    | Jorge Martín        | Karel Hanika    | [ 8 ]           |
| 4               | 13 de julio      | Sachsenring     | Jorge Martín    | Toprak Razgatlıoğlu | Jorge Martín    | [ 9 ]           |
| 4               | 14 de julio      | Sachsenring     | Jorge Martín    | Karel Hanika        | Karel Hanika    | [ 10 ]          |
| 5               | 24 de agosto     | Brno            | Karel Hanika    | Joe Roberts         | Karel Hanika    | [ 11 ]          |
| 6               | 31 de agosto     | Silverstone     | Karel Hanika    | Joe Roberts         | Karel Hanika    | [ 12 ]          |
| 6               | 1 de septiembre  | Silverstone     | Karel Hanika    | Joan Mir            | Scott Deroue    | [ 13 ]          |
| 7               | 14 de septiembre | Misano          | Enea Bastianini | Marcos Ramírez      | Manuel Pagliani | [ 14 ]          |
| 8               | 28 de septiembre | Aragón          | Karel Hanika    | Joan Mir            | Karel Hanika    | [ 15 ]          |
| 8               | 29 de septiembre | Aragón          | Karel Hanika    | Jorge Martín        | Enea Bastianini | [ 16 ]          |

## Estadísticas

### Sistema de puntuación
Solo los 15 primeros suman puntos. El piloto tiene que terminar la carrera para recibir puntos.
| Posición | 1º | 2º | 3º | 4º | 5º | 6º | 7º | 8º | 9º | 10º | 11º | 12º | 13º | 14º | 15º |
| -------- | -- | -- | -- | -- | -- | -- | -- | -- | -- | --- | --- | --- | --- | --- | --- |
| Puntos   | 25 | 20 | 16 | 13 | 11 | 10 | 9  | 8  | 7  | 6   | 5   | 4   | 3   | 2   | 1   |

### Campeonato de pilotos
| Pos. | Piloto              | AME | AME | JER | JER | ASS | ASS | SAC | SAC | BRN | SIL | SIL | MIS | ARA | ARA | Pts |
| ---- | ------------------- | --- | --- | --- | --- | --- | --- | --- | --- | --- | --- | --- | --- | --- | --- | --- |
| 1    | Karel Hanika        | 2   | 1   | 2   | 2   | 1   | 1   | Ret | 1   | 1   | 1   | Ret | Ret | 1   | Ret | 235 |
| 2    | Jorge Martín        | 7   | 6   | 1   | 4   | 2   | 3   | 1   | Ret | 3   | Ret | 12  | 9   | 7   | 7   | 163 |
| 3    | Stefano Manzi       | Ret | 12  | 5   | 3   | Ret | 2   | 2   | 3   | Ret | 16  | 5   | 2   | 3   | 2   | 154 |
| 4    | Enea Bastianini     | 15  | 9   | 3   | 1   | 8   | 8   | 7   | 7   | Ret | 4   | 9   | 4   | 9   | 1   | 148 |
| 5    | Marcos Ramírez      | 8   | 13  | 12  | 8   | 3   | 6   | 9   | 8   | 7   | 3   | 3   | 3   | 8   | 3   | 145 |
| 6    | Manuel Pagliani     | 4   | 2   | Ret | Ret | 17  | 12  | 4   | 2   | 2   | 7   | 4   | 1   | Ret | Ret | 137 |
| 7    | Scott Deroue        | 6   | 7   | 9   | 7   | Ret | 4   | 3   | Ret | 6   | Ret | 1   | 8   | 2   | Ret | 127 |
| 8    | Diego Pérez         | 5   | 14  | 4   | 13  | 6   | 5   | 5   | Ret | 8   | 2   | 7   | 11  | 11  | 5   | 119 |
| 9    | Joan Mir            | 9   | 18  | 17  | 12  | 10  | 11  | 11  | 4   | 13  | 5   | 2   | 6   | 4   | 6   | 107 |
| 10   | Toprak Razgatlıoğlu | 3   | 3   | 6   | 5   | Ret | 15  | 6   | 12  | 19  | Ret | 8   | 12  | 10  | 4   | 99  |
| 11   | Bradley Ray         | 1   | 4   | 8   | 6   | Ret | Ret | 10  | 13  | 9   | Ret | 11  | Ret | 6   | 8   | 95  |
| 12   | Soushi Mihara       | 12  | 16  | 13  | 9   | 11  | 16  | 8   | 6   | 5   | 6   | 6   | 10  | 12  | 10  | 84  |
| 13   | Jordan Weaving      | 20  | 21  | 11  | 15  | 4   | 7   | 12  | 9   | 10  | 8   | 10  | Ret | 13  | 14  | 64  |
| 14   | Joe Roberts         | NC  | Ret | 7   | 10  | 5   | 9   | Ret | 11  | 4   | Ret | Ret | 7   | Ret | Ret | 60  |
| 15   | Darryn Binder       | 17  | 5   | 10  | Ret | 16  | Ret | 14  | Ret | 12  | Ret | 16  | 5   | 5   | Ret | 45  |
| 16   | Olly Simpson        | 16  | 19  | Ret | DNS | 7   | 10  | Ret | 5   |     |     |     |     | Ret | 11  | 31  |
| 17   | Corentin Perolari   | 10  | 8   | Ret | DNS | 12  | Ret | Ret | 14  | 14  | Ret | Ret | Ret | 14  | 12  | 28  |
| 18   | Aris Michail        | 11  | 17  | 16  | 14  | 9   | 13  | 13  | Ret | Ret | 11  | 14  | 16  | 17  | Ret | 27  |
| 19   | Lukas Trautmann     | 18  | 10  | Ret | DNS |     |     | 18  | 10  | Ret | 10  | 13  | 14  | 15  | 13  | 27  |
| 20   | Tarran Mackenzie    | Ret | 11  | Ret | Ret | 14  | 19  | 15  | 15  | 15  | 9   | 17  | 19  | 16  | 9   | 24  |
| 21   | Yui Watanabe        | 13  | DNS |     |     | 13  | 17  | Ret | Ret | 11  | 12  | 15  | 15  | 18  | 17  | 17  |
| 22   | Mario Tocca         | 21  | 22  | 14  | 11  | 15  | 20  | 19  | Ret | 17  | 14  | 19  | 18  | 20  | 15  | 11  |
| 23   | Anthony Alonso      | 14  | 15  | 15  | Ret | 18  | 14  | 16  | 16  | 16  | 15  | 18  | 13  | 19  | Ret | 10  |
| 24   | Felix Nässi         | 19  | 20  | Ret | 16  | 19  | 18  | 17  | 17  | 18  | 13  | Ret | 17  | 21  | 16  | 3   |
| Pos. | Piloto              | AME | AME | JER | JER | ASS | ASS | SAC | SAC | BRN | SIL | SIL | MIS | ARA | ARA | Pts |

| Color     | Resultado                                                               |
| --------- | ----------------------------------------------------------------------- |
| Oro       | Ganador                                                                 |
| Plata     | 2.ª plaza                                                               |
| Bronce    | 3.ª plaza                                                               |
| Verde     | Finalizó en los puntos                                                  |
| Azul      | Finalizó sin puntos                                                     |
| Azul      | NC - No clasificado                                                     |
| Violeta   | Ret - No terminó (Carrera)                                              |
| Rojo      | DNQ - No se clasificó                                                   |
| Negro     | DSQ - Descalificado                                                     |
| Blanco    | DNS - No empezó (carrera)                                               |
| Blanco    | WD - Retirado (fin de semana)                                           |
| Blanco    | C - Carrera cancelada                                                   |
| Sin color | DNP - Inscrito pero no participó                                        |
| Sin color | INJ - Lesionado                                                         |
| Sin color | EX - Excluido                                                           |
| Estado    | Resultado                                                               |
| Negrita   | Pole position                                                           |
| Cursiva   | Vuelta rápida                                                           |
| †         | Abandona, pero clasifica al completar el porcentaje requerido para ello |

## Pilotos
| Pilotos 2013 | Pilotos 2013        | Pilotos 2013 |
| No.          | Piloto              | Rondas       |
| ------------ | ------------------- | ------------ |
| 3            | Diego Pérez         | 1-8          |
| 6            | Corentin Perolari   | 1-8          |
| 7            | Aris Michail        | 1-8          |
| 10           | Felix Nässi         | 1-8          |
| 18           | Mario Tocca         | 1-8          |
| 19           | Tarran Mackenzie    | 1-8          |
| 24           | Marcos Ramírez      | 1-8          |
| 27           | Joe Roberts         | 1-8          |
| 28           | Bradley Ray         | 1-8          |
| 29           | Stefano Manzi       | 1-8          |
| 33           | Enea Bastianini     | 1-8          |
| 34           | Jordan Weaving      | 1-8          |
| 36           | Joan Mir            | 1-8          |
| 40           | Darryn Binder       | 1-8          |
| 45           | Olly Simpson        | 1–4, 8       |
| 46           | Yui Watanabe        | 1, 3–8       |
| 50           | Lukas Trautmann     | 1–2, 4–8     |
| 54           | Toprak Razgatlıoğlu | 1-8          |
| 64           | Anthony Alonso      | 1-8          |
| 74           | Soushi Mihara       | 1-8          |
| 88           | Jorge Martín        | 1-8          |
| 95           | Scott Deroue        | 1-8          |
| 96           | Manuel Pagliani     | 1-8          |
| 98           | Karel Hanika        | 1-8          |